# Вохомский краеведческий музей
Вохомский краеведческий музей — музей исторического профиля, расположенный в посёлке Вохма. Посвящён истории Вохомского района Костромской области. Является филиалом Костромского государственного историко-архитектурного и художественного музея-заповедника.

## История музея
Изначально музей в Вохме открылся в 1919 году по инициативе земского врача, в дальнейшем председателя Волостного Совета, краеведа Михаила Александровича Осипова, который приехал в Вохму в 1912 году после окончания Казанского университета. 
Экспозиция музея первоначально состояла всего из одного сельскохозяйственного отдела. В музее были собраны образцы зерновых и бобовых культур, разновидности почвы края, сельскохозяйственные орудия труда. Особо полно было представлено пчеловодство, так как Вохомская земля славилась бортничеством. Затем силами М. А. Осипова, фельдшера Михаила Ивановича Мишенева и лаборанта Бориса Павловича Алферова в музее был создан медицинский отдел, где экспонировались заспиртованные в банках опухоли, язвы и другие подобные материалы, а также картины и плакаты на медицинские темы. Позднее был создан «Уголок матери и ребенка», где экспонировалась детская кроватка, белье для новорожденных детей, доступная литература по уходу за детьми. Музей расширялся, открывая новые отделы: природоведческий, исторический, бытовой. Жители посёлка стали передавать в музей экспонаты: изделия из прутьев ивы — корзины, бураки, солоницы, а также изделия из бересты. Большую роль в пополнении собрания музея сыграл и сам Осипов, пополнив музей образцами местной крестьянской одежды: это были сарафаны, шашмуры, пояса, кокошники, вышитые полотенца и множество других предметов.
В июне 1920 года заведующей музея назначили учительницу Любовь Константиновну Мишеневу, и по решению волисполкома музею было выделено дополнительное каменное двухэтажное здание в центре Вохмы, близ Вознесенской церкви, оставив в прежнем лишь отдел сельского хозяйства. Осенью 1926 года музей, как самостоятельная единица, перестал существовать — помещение потребовалось для сберкассы и расширяющейся начальной школы. Музей закрыли, а собрание его предметов передали в школу, где выделили под них небольшую комнату. Не поместившиеся экспонаты сложили на чердак, а большая их часть была растащена. Музей стал недоступен для населения. В 1929 году была ликвидирована Северо-Двинская губерния, и территория района вошла в состав Северо-Двинского округа Северного края с центром в Великом Устюге. В это время наиболее ценные экспонаты были переданы по акту в образовавшийся музей в городе Никольске. В числе переданных в Никольск экспонатов, была коллекция древних монет, коллекция бабочек, а также двухметровый бивень мамонта. 
Находясь в учебном заведении, музей продолжал работать. Им руководила Роза Николаевна Синцова, а курировал заслуженный учитель РСФСР, краевед Валериан Ефимович Большаков (1905—1975), который увлёк школьников собирательской работой, за счёт чего удавалось пополнять коллекции музея. 
Вновь Вохомский краеведческий музей был открыт в 1969 году в бывшей Вознесенской церкви, где был проведен значительный ремонт для приспособления здания. На момент открытия коллекция музея насчитывала 600 экспонатов. Первым заведующим музея стал Герман Леонидович Котов, профессиональный педагог, учитель биологии. Через год, в 1970 году, в здании музея произошёл пожар, после чего в 1974 году музей был переведён в здание Сретенской кладбищенской церкви. В 1978 году на правах филиала музей вошёл в структуру Костромского государственного историко-архитектурного и художественного музея-заповедника.
По данным на 1982 год, собрание музея насчитывало около 4,7 тысяч предметов, входящих в естественнонаучную, археологическую, этнографическую, нумизматическую, изобразительную коллекции, а также коллекцию прикладного искусства. Отдельное место занимали вещевые, фото и документальные материалы по истории края. Экспозиция состояла из пяти залов.
С 1991 года музей располагается в двухэтажном каменном здании бывшей церковно-приходской школы, памятнике истории и архитектуры второй половины XIX века.

## Музей сегодня
В четырёх залах музея расположились пять действующих выставок: «Как заселялся наш край», по экспозициям которой можно проследить всю историю вохомской земли, «Вохма — торговое село», «Праздник русского самовара», «Выставка картин художника Виталия Пономарёва» и другие. Проводятся временные выставки. 
В 2014 году по инициативе районного совета ветеранов и поддержке районной администрации на базе музея создан клуб любителей истории «Клио». 
Музей принимает участие в акции «Ночь музеев».